# حملة أسيتونا
هجوم أسيتونا وتعرف أيضًا باسم حملة أسيتونا هي مجموعة العمليات الحربية وقعت بين مقاطعتي قرطبة وجيان في ديسمبر 1936. واندلعت تلك الحملة عندما بدأت القوات المتمرّدة بقيادة الجنرال غونزالو كيبو ديانو بشن هجوم على منطقة ألتو الوادي الكبير بهدف التسلل إلى المناطق الداخلية من مقاطعة جيان. واضطرت قوات الجيش الجمهوري إلى الانسحاب، على الرغم من أن اللواء الدولي الرابع عشر قام بهجمات مضادة مهمة في معركة لوبيرا، ولكن هدأت بعدها الجبهة الحربية.

## البداية
مع بداية ديسمبر 1936 بدأ الجنرال كيبو ديانو الاستعداد للهجوم على منطقة أندوخار بمقاطعة جيان ذات مزارع الزيتون الغنية للإستيلاء عليها. وأيضًا لكسر حصار كنيسة سيدة كابيزا، التي يحاصرها الجمهوريون منذ الصيف الماضي.

## بدء العمليات
شنت قوات كييبو دي لانو (جيش الجنوب) هجومها في 13 ديسمبر، ومعه 2000 من قوات الريغيتا والنظاميين المغاربة من جيش إفريقيا (4000 فيما بعد). كان القادة الجمهوريون لقطاعات المنطقة قد حذروا من هجوم قادم، وهو ما جرى بالهجوم على ألبيندين في 15 ديسمبر. وواجهت الطوابير المتمردة من ريدوندو وغوميز كوبيان مقاومة أكبر مما كان متوقعًا، فتباطأ تقدمهم. ومع ذلك في 19 ديسمبر سقطت بلدتا كانيتي دي لاس توريس وفالنزويلا، مما أدى إلى تراجع الجمهوريين.
في 20 ديسمبر احتل طابور للمتمردين بوخالانكي، التي كان سقوطها بمثابة بداية تدهور الوضع العسكري للجمهوريين. وبعدها في 22 ديسمبر احتل المتمردون بلدات بيدرو عبد وإل كاربيو وفيلافرانكا وأداموز ومورينتي. فقررت الجمهورية شن هجوم مضاد لوقف تقدم القوميون، وتشكيل جيش جمهوري جديد للجنوب تحت قيادة الجنرال مارتينيز مونخي. وأيضا إرسال اللواء الدولي الرابع عشر من جبهة مدريد إلى جبهة قرطبة. فوصلت سرية من اللواء الدولي الرابع عشر إلى الجبهة يوم 22 ديسمبر إلى منطقة فيلا ديل ريو للاستطلاع. ولكن واجهوا كمين من طابور المتمردين الذي دمره بالكامل؛ لقي جزء كبير من السرية حتفها وسط الارتباك (400 قتيل)، بينما غرق آخرون وهم يحاولون عبور الوادي الكبير. وفي نفس اليوم سقطت بلدتا فيلا ديل ريو ولوبيرا في يد كييبو دي لانو، وفي 25 ديسمبر سقطت مدينة مونتورو الإستراتيجية، حيث توجد فيها القيادة الجمهورية للقطاع العسكري بأكمله في الوادي الكبير لقرطبة.
في 27 ديسمبر شن اللواء الدولي الرابع عشر هجومًا لاستعادة بلدة لوبيرا. إلا أنه عانى من خسائر مروعة فأوقف هجومه في 29 ديسمبر. بحلول 31 ديسمبر احتل القوميون بلدة بوركونا وأوقفوا تقدمهم.

## النتائج
نتيجة لحملة أسيتونا احتل المتمردون حوالي 1500 كيلومتر مربع من الأراضي الخصبة والمنتجة للزيتون، إلى جانب العديد من البلدات، مما أدى إلى إزالة التهديد الجمهوري الكامن الذي كان قائماً على قرطبة منذ أغسطس. ومع ذلك فقد عانوا من عدد كبير من القتلى والجرحى، مما اضطرهم إلى وقف تقدمهم في مقاطعة جيان. وبعد فشل معركة لوبيرا، قدم أندريه مارتي تقاريره إلى الجنرال والتر والقائد غاستون ديلاسال، واتهم قائد كتيبة «مارسيليا» بالتجسس وأعدم.
على الرغم من الهزيمة المدوية للألوية الدولية في لوبيرا، إلا أن التقدم نحو أندوخار عاصمة جيان قد توقف، وبقي خط الجبهة ثابتا حتى نهاية الحرب. ولم يكن من الممكن كسر حصار كنيسة سيدة كابيزا. حيث اقتحمها الجيش الجمهوري في 1 مايو 1937.